# 北カフカース経済地区
北カフカース経済地区(きたカフカースけいざいちく、ロシア語: Северо-Кавказский экономический район)は、ロシア連邦の経済地区の一つ。
この地区はコーカサス山脈から北に広がる平野一帯を占めており、石油・石炭・天然ガスなど豊富な天然資源が採掘される。主要都市はロストフ・ナ・ドヌ、クラスノダール、グロズヌイ、ウラジカフカス、ノヴォロシースクなどで、ソチは観光名所として有名である。前述の通り天然資源、また農業機械なども主要な産業の一つである。この地域を流れるクバン川、及びそれに伴う黒土チェルノーゼムで形成された土壌によって、この地域はロシアを代表する肥沃な穀倉地域である。この土壌によって小麦、てんさい、米、タバコ、ヒマワリの種などの作物が良く生長し、畜産も発達している。この地域にはほかにもドン川やクマ川、テレク川などの河川が流れており、ヴォルガ・ドン運河は重要な輸送経路として利用されている。

## 構成

### 南部連邦管区
- アディゲ共和国
- ロストフ州
- クラスノダール地方
- クリミア共和国
- セヴァストポリ連邦市

### 北カフカース連邦管区
- イングーシ共和国
- カバルダ・バルカル共和国
- カラチャイ・チェルケス共和国
- 北オセチア共和国
- スタヴロポリ地方
- ダゲスタン共和国
- チェチェン共和国

## 経済関連
この経済地区は、ロシア連邦とチェチェン共和国をはじめとする民族間との緊張が高い地域である。経済能力はロシア連邦の平均よりも低く、GDPはかろうじて一人当たり平均の半分である。生産性、賃金ともに低いが、農業生産においては国の平均を上回っている。
男女の平均寿命は国の平均とほぼ同じである。人口の移動、失業率などは高い。